# Molophilus (Molophilus) tantulus
Molophilus (Molophilus) tantulus is een tweevleugelige uit de familie steltmuggen (Limoniidae). De soort komt voor in het Oriëntaals gebied.